# غريغوري نيلسون
غريغوري نيلسون (بالهولندية: Gregory Nelson)‏ (31 يناير 1988 بأمستردام في هولندا - ) هو لاعب كرة قدم هولندي في مركز الهجوم. لعب مع إي زد ألكمار وسسكا صوفيا وميتالورغ دونيتسك ونادي بوتيف بلوفديف ونادي روسيندال ‏.

## روابط خارجية
- غريغوري نيلسون على موقع اتحاد أوكرانيا (الإنجليزية)
- غريغوري نيلسون على موقع قاعدة بيانات كرة القدم.إي يو (الإنجليزية)
- غريغوري نيلسون على موقع بيانات كرة القدم. دي إي (الألمانية)
- غريغوري نيلسون على موقع Soccerway.com (الإنجليزية)
- غريغوري نيلسون على موقع عالم كرة القدم.نت (الإنجليزية)